# Economia dezvoltării
Economia dezvoltării este o ramură a economiei care analizează aspectele economice ale țărilor în curs de dezvoltare din punct de vedere al veniturilor. Acest tip de economie se concentrează nu numai pe metodele de promovare a dezvoltării economice, a creșterii economice și schimbărilor structurale, dar și pe creșterea potențialului pentru întreaga populație (de exemplu, prin servicii de sănătate, educație și condiții la locul de muncă, prin mijloace publice sau private). 
Economia dezvoltării implică crearea teoriilor și metodelor care ajută la crearea politicilor și practicilor care pot fi implementate atât la nivel național, cât și internațional.  Aceasta poate implica restructurarea stimulentelor pieței sau utilizarea metodelor matematice, cum ar fi optimizarea intertemporală în scopul analizei proiectelor, sau poate implica o multitudine de metode cantitative și calitative. Subiectele comune includ teoria creșterii, sărăcia și inegalitatea, capitalul uman și instituțiile.
Spre deosebire de multe alte ramuri ale economiei, abordările din economia dezvoltării pot include factori sociali și politici pentru a concepe planuri specifice.  De asemenea, comparativ cu alte ramuri, nu există un consens cu privire la ceea ce ar trebui să știe cercetătorii.  Diferite abordări pot lua în considerare factorii care contribuie la convergența sau neconvergența economică între gospodării, regiuni și țări. 

## Teorii ale economiei dezvoltării

### Mercantilismul și fiziocrația

PIB-ul mondial pe cap de locuitor, din 1400 până în 2003 e.n.

Cea mai veche teorie occidentală a economiei dezvoltării a fost mercantilismul, care s-a dezvoltat în secolul al XVII-lea, în paralel cu ascensiunea statului național. Teoriile anterioare nu analizaseră în aceeași măsură dezvoltarea economică. De exemplu, scolastica, școala de gândire dominantă din perioada feudalismului medieval, a subliniat reconcilierea cu teologia și etica creștină, și nu dezvoltarea. Școala din Salamanca din secolele al XVI-lea și al XVII-lea, cunoscută drept cea mai veche școală modernă de economie, nu a abordat nici ea în mod specific dezvoltarea.
Marile națiuni europene din secolele al XVII-lea și al XVIII-lea au adoptat idealuri mercantiliste în diferite aspecte, influența scăzând doar odată cu apariția fiziocraților din secolul al XVIII-lea în Franța și a economiei clasice în Marea Britanie. Mercantilismul susținea că prosperitatea unei națiuni depinde de rezerva de capital, reprezentată de lingouri (aur, argint și valoarea comercială) deținute de stat, susținând menținerea unui echilibru comercial pozitiv ridicat (maximizarea exporturilor și minimizarea importurilor) ca o metodă prin care se puteau obține aceste lingouri. Pentru a obține un echilibru comercial pozitiv, au fost implementate măsuri de protecție precum tarifele și subvențiile pentru întreprinderile familiale. Teoria dezvoltării mercantiliste a susținut, de asemenea, colonialismul.
Teoreticienii asociați cel mai frecvent cu mercantilismul sunt reprezentați, de exemplu, de Philipp von Hörnigk, care în lucrarea Austria Over All, If She Only Will din 1684 a oferit singura definiție cuprinzătoare a teoriei mercantiliste, accentuând ideea de producție și de economie bazată de export.  În Franța, politica mercantilistă este asociată cel mai adesea cu ministrul de finanțe din secolul al XVII-lea, Jean-Baptiste Colbert, ale cărui politici s-au dovedit influente în dezvoltarea ulterioară americană.
Ideile mercantiliste se regăsesc atât în teoriile naționalismului economic, cât și în cele ale neomercantilismului.

### Naționalismul economic

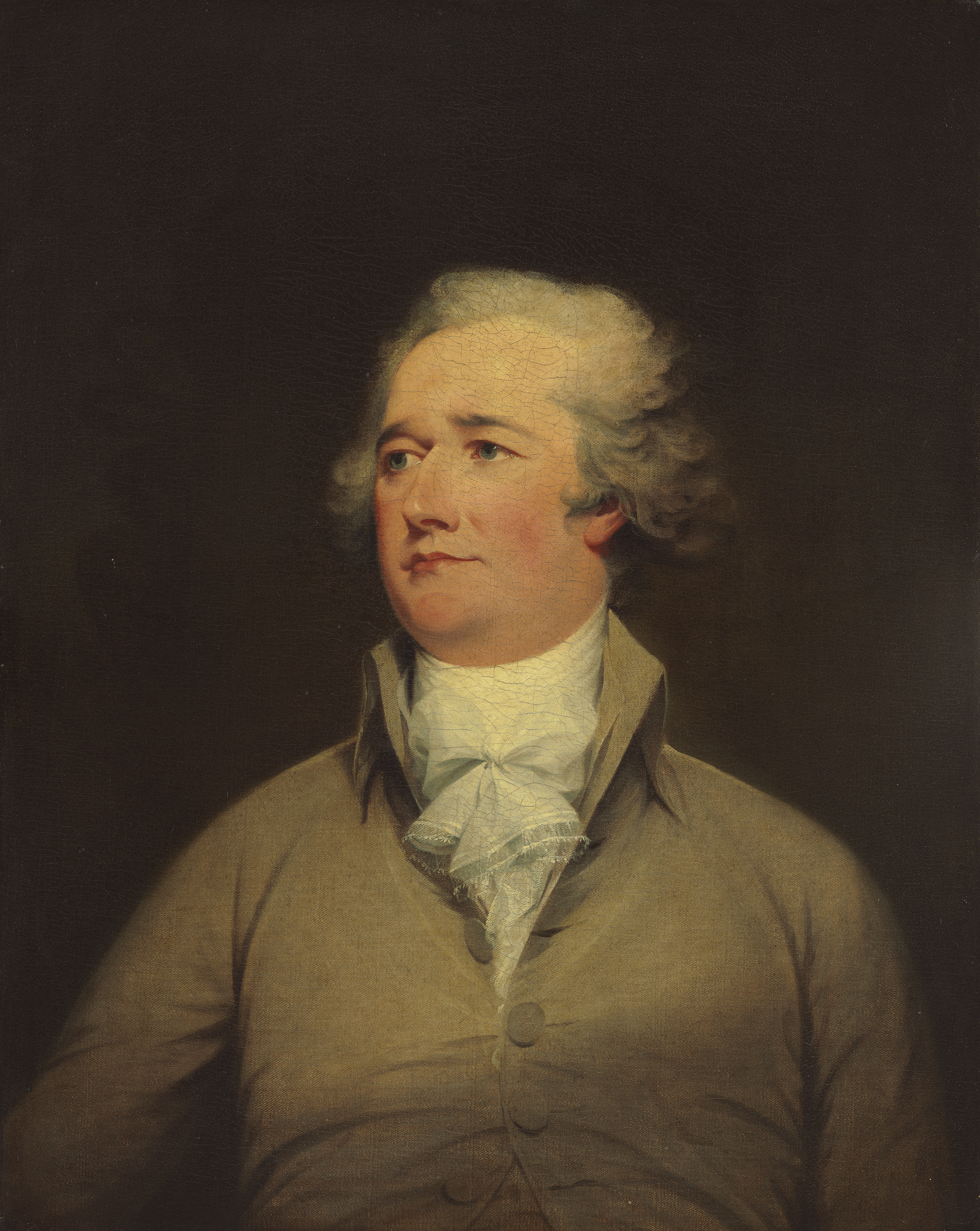
Alexander Hamilton, considerat drept părintele Sistemului Național

După mercantilism a urmat teoria naționalismului economic, introdusă în secolul al XIX-lea, asociată cu dezvoltarea și industrializarea Statelor Unite și a Germaniei, în special cu politicile statului american și Zollverein (uniunea vamală) în Germania. Față de mercantilism, teoria naționalismului economic s-a concentrat pe producția internă și nu pe colonii.
Numele cel mai des asociate cu naționalismul economic din secolul al XIX-lea sunt primul ministru al Trezoreriei Statelor Unite ale Americii, Alexander Hamilton, germano-americanul Friedrich List și economistul american Henry Clay. Raportul asupra manufacturilor din 1791, cea mai importantă lucrare a lui Hamilton, reprezintă textul pe care s-a bazat planul Sistemului American, inspirându-se din teoriile economiei mercantiliste ale Marii Britanii din timpul domniei Elisabetei I și ale Franței, condusă de Colbert. Lucrarea publicată în 1841 de List, Das Nationale System der Politischen Ökonomie (Sistemul Național al Economiei Politice), s-a concentrat asupra stadiilor de dezvoltare. Hamilton a susținut că dezvoltarea unei economii industrializate este imposibilă fără protecționism, deoarece taxele de import sunt necesare pentru a adăposti „industriile incipiente” interne până când vor putea realiza economii de scară.  Astfel de teorii s-au dovedit a fi influente în statul american, acesta având tarife medii mult mai mari pentru manufacturi între 1824 și perioada celui de-al Doilea Război Mondial în comparație cu majoritatea celorlalte țări. Politicile naționaliste, inclusiv protecționismul, au fost adoptate de politicianul american Henry Clay, iar mai târziu de către Abraham Lincoln, sub influența economistului Henry Charles Carey.
Formele de naționalism economic și neomercantilism au fost, de asemenea, esențiale pentru dezvoltarea Japoniei în secolele al XIX-lea și al XX-lea, dezvoltarea mai recentă a celor Patru Tigri Asiatici (Hong Kong, Coreea de Sud, Taiwan și Singapore) și, cel mai semnificativ, dezvoltarea statului chinez.
În urma Brexit-ului și a alegerilor prezidențiale din Statele Unite din 2016, unii experți au susținut că un nou tip de „capitalism egocentric”, cunoscut în mod popular sub numele de Trumponomics, ar putea avea un impact considerabil asupra fluxurilor de investiții transfrontaliere și a alocării de capital pe termen lung.  

### Teoriile apărute după Al Doilea Război Mondial
Originile economiei moderne de dezvoltare sunt adesea provenite din nevoia și problemele legate de industrializarea Europei de Est după cel de-al Doilea Război Mondial.  Autorii principali sunt Paul Rosenstein-Rodan, Kurt Mandelbaum, Ragnar Nurkse și Sir Hans Wolfgang Singer . Abia după război, economiștii și-au îndreptat atenția către Asia, Africa și America Latină. În centrul acestor studii, realizate de autori precum Simon Kuznets și W. Arthur Lewis , a existat o analiză nu numai a creșterii economice, ci și a transformării structurale. 

### Teoria etapelor de creștere și dezvoltare economică
Una dintre primele teorii ale economiei dezvoltării, cea referitoare la etapele creșterii și dezvoltării economice, a fost formulată pentru prima dată în anii '50 de W. W. Rostow în The Stages of Growth: A Non-Communist Manifesto, inspirându-se din lucrări ale lui Marx și List. Aceasta modifică teoria etapelor de dezvoltare a lui Marx și se concentrează pe acumularea accelerată a capitalului prin utilizarea economiilor naționale și internaționale pentru a stimula investițiile, mijloc care promovează creșterea economică și, prin urmare, dezvoltarea. Etapele de creștere și dezvoltare economică presupun existența unei serii de cinci etape consecutive de dezvoltare prin care toate statele trebuie să treacă.. Etapele sunt „societatea tradiționalistă, condițiile prealabile pentru început, începutul propriu-zis, procesul de maturizare și epoca consumului în masă”. Versiunile simple ale modelului Harrod-Domar oferă o demonstrație matematică a argumentului că îmbunătățirea investițiilor de capital duc la o creștere economică semnificativă. 
Asemenea teorii au fost criticate deoarece nu recunosc faptul că acumularea de capital, deși necesară, nu este suficientă pentru dezvoltare. Astfel, această primă teorie slab dezvoltată nu s-a concentrat pe obstacolele politice, sociale și instituționale din calea dezvoltării. Mai mult decât atât, a fost dezvoltată în primii ani ai Războiului Rece și derivată în mare parte din succesele Planului Marshall. Acest fapt criticarea intensă a faptului că teoria presupune că toate condițiile pe care le putem întâlni în țările în curs de dezvoltare sunt aceleași cu cele găsite în Europa postbelică. 

### Teoria schimbării structurale
Teoria schimbării structurale se ocupă de politicile axate pe schimbarea structurilor economice ale țărilor în curs de dezvoltare de la a fi compuse ,în primul rând, din practici agricole de subzistență la a fi „o economie de producție și servicii mai modernă, mai urbanizată și mai diversă din punct de vedere industrial”. Există două forme majore de teorie a schimbării structurale: modelul surplusului în două sectoare al lui W. Lewis, care vede societățile agrare ca fiind constituite din cantități mari de surplus de muncă, care poate fi utilizat pentru a stimula dezvoltarea unui sector industrial urbanizat, și  abordarea modelelor de dezvoltare a lui Hollis Chenery, care susține că diferite țări devin bogate prin traiectorii diferite. Modelul pe care îl va urma o anumită țară, în acest cadru, depinde de dimensiunea și resursele sale și, potențial, de alți factori, inclusiv nivelul actual de venit și avantajele comparative față de alte națiuni. Analiza empirică din acest cadru studiază „procesul secvențial prin care structura economică, industrială și instituțională a unei economii subdezvoltate este transformată în timp pentru a permite noilor industrii să înlocuiască agricultura tradițională ca agent al creșterii economice”. 
Abordările de schimbare structurală a economiei dezvoltării s-au confruntat cu critici pentru accentul pus pe dezvoltarea urbană în detrimentul dezvoltării rurale, care poate duce la o creștere substanțială a inegalității între regiunile interne ale unei țări. Modelul de surplus cu două sectoare, care a fost dezvoltat în anii 1950, a fost criticat în continuare pentru ipoteza de bază că societățile predominant agrare suferă de un surplus de muncă. Studiile empirice reale au arătat că astfel de surplusuri de forță de muncă sunt doar sezoniere și atragerea de astfel de forță de muncă în zonele urbane poate duce la falimentul sectorului agricol. Abordarea tiparelor de dezvoltare a fost criticată pentru lipsa unui cadru teoretic..

### Teoria dependenței internaționale
Teoriile dependenței internaționale au câștigat teren în anii 1970 ca reacție la eșecul teoriilor anterioare de a conduce la succese pe plan larg în dezvoltarea internațională. Spre deosebire de teoriile anterioare, teoriile dependenței internaționale își au originea în țările în curs de dezvoltare și văd obstacolele în calea dezvoltării ca fiind mai degrabă de natură externă decât internă. Aceste teorii văd țările în curs de dezvoltare ca fiind dependente din punct de vedere economic și politic de țări mai puternice, dezvoltate, care au un interes în menținerea poziției lor dominante. Există trei formulări diferite și majore ale teoriei dependenței internaționale: teoria dependenței neocoloniale , modelul paradigmei false și modelul dependenței dualiste. Prima formulare a teoriei dependenței internaționale, teoria dependenței neocoloniale, își are originile în marxism și consideră eșecul multor națiuni în curs de dezvoltare de a evolua cu succes ca fiind rezultatul dezvoltării istorice a sistemului capitalist internațional. 

### Teoria neoclasică
Câștigând mai întâi popularitate odată cu ascensiunea mai multor guverne conservatoare în lumea dezvoltată în anii 1980, teoriile neoclasice reprezintă o schimbare radicală de la teoriile dependenței internaționale. Teoriile neoclasice susțin că guvernele nu ar trebui să intervină în economie; cu alte cuvinte, aceste teorii susțin că o piață liberă fără obstacole este cel mai bun mijloc de a induce o dezvoltare rapidă și de succes. Piețele libere competitive, nereglementate de reglementări guvernamentale excesive sunt văzute ca fiind capabile să asigure în mod natural că alocarea resurselor are loc cu cea mai mare eficiență posibilă și creșterea economică este crescută și stabilizată.
Există mai multe abordări diferite în domeniul teoriei neoclasice, fiecare cu diferențe subtile, dar importante în opiniile lor cu privire la măsura în care piața ar trebui lăsată nereglementată. Aceste abordări diferite ale teoriei neoclasice sunt abordarea pieței libere , teoria alegerii publice și abordarea favorabilă pieței. Dintre cele trei, atât abordarea pieței libere, cât și teoria alegerii publice susțin că piața ar trebui să fie total liberă, ceea ce înseamnă că orice intervenție a guvernului este neapărat nepotrivită. Teoria alegerii publice este probabil cea mai radicală dintre cele două, cu punctul său de vedere, strâns asociat cu libertarianismul, că guvernele în sine sunt rareori bune și, prin urmare, ar trebui să fie cât mai restrânse posibil. 
Economiștii academicieni au oferit diverse sfaturi politice guvernelor țărilor în curs de dezvoltare. Vezi, de exemplu, Economia statului Chile (Arnold Harberger), istoricul economiei Taiwanului (Sho-Chieh Tsiang). Anne Krueger a remarcat în 1996 că succesul și eșecul recomandărilor de politici la nivel mondial nu au fost încorporate în mod constant în scrierile academice predominante despre comerț și dezvoltare. 
Abordarea favorabilă pieței, spre deosebire de celelalte două, este mai recentă și este adesea asociată cu Banca Mondială . Această abordare susține în continuare piețele libere, dar recunoaște că există multe imperfecțiuni în piețele multor națiuni în curs de dezvoltare și, prin urmare, susține că unele intervenții guvernamentale sunt un mijloc eficient de a remedia astfel de imperfecțiuni. 

## Subiecte de cercetare
Economia dezvoltării include, de asemenea, subiecte precum datoriile țărilor din lumea a treia și rolurile organizațiilor precum Fondul Monetar Internațional și Banca Mondială. De fapt, majoritatea economiștilor specializați în dezvoltarea economiei sunt angajați, fac consultanță sau primesc finanțare de la instituții precum FMI și Banca Mondială[22]. Mulți economiști din acest domeniu sunt interesați de modalitățile de promovare a dezvoltării durabile și sustenabile în țările și zonele sărace, prin promovarea încrederii în sine și a educației în unele dintre țările cu veniturile cele mai mici din lume. Studiile de dezvoltare cuprind punctul de convergență al problemelor economice și al celor social-politice. 

### Geografie și dezvoltare
Economiștii Jeffrey D. Sachs, Andrew Mellinger și John Gallup susțin că locația geografică și topografia unei națiuni au un rol esențial în prosperitatea sa economică.
Zonele dezvoltate de-a lungul coastei și în apropierea „căilor navigabile” sunt mult mai bogate și mai dens populate decât cele aflate mai departe de aceste zone. În plus, țările din afara zonelor tropicale, care au un climat mai temperat, s-au dezvoltat, de asemenea, considerabil mai mult decât cele situate la Tropicul Racului și Tropicul Capricornului. Climatele din afara zonelor tropicale, descrise ca fiind „temperat-moderate”, dețin aproximativ un sfert din populația lumii și produc mai mult de jumătate din PIB-ul mondial, dar reprezintă doar 8,4% din suprafața locuită a planetei. Ei susțin faptul că înțelegerea geografiei și a diferitelor climate este imperios necesară, deoarece programele viitoare de ajutor trebuie să țină cont de aceste diferențe. 

### Dezvoltarea economică și grupurile etnice
Un număr tot mai mare de cercetări a apărut în rândul economiștilor specializați în dezvoltare de la sfârșitul secolului al XX-lea, având ca subiect principal relația dintre multiculturalism și dezvoltarea economică, în special la nivelul statului național. În timp ce majoritatea cercetărilor se uită la economia empirică atât la nivel macroeconomic, cât și la nivel microeconomic, acest domeniu de studiu are o abordare sociologică deosebit de semnificativă. Ramura mai conservatoare a cercetărilor se concentrează pe studierea relației dintre diferitele niveluri de diversitate etnică și performanța economică, în timp ce o ramură mai mică și mai radicală susține rolul economiei neoliberale în prelungirea sau provocarea conflictului etnic. De asemenea, compararea acestor două abordări teoretice aduce problema endogeneității (endogenității) sub semnul întrebării. Acesta rămâne un domeniu de cercetare extrem de contestat și incert, fiind de asemenea sensibil din punct de vedere politic, în mare parte datorită posibilelor implicații politice aduse de către această teorie. 

#### Rolul etniei în dezvoltarea economică
Multe discuții între cercetători au ca subiect central definirea și măsurarea a două variabile cheie, dar legate: etnia și diversitatea. Se dezbate dacă etnia ar trebui să fie definită de cultură, de limbă sau de religie. În timp ce conflictele din Rwanda s-au desfășurat în mare parte de-a lungul liniilor tribale, se crede că șirul de conflicte din Nigeria este – cel puțin într-o oarecare măsură – bazat pe religie. Deoarece preponderența acestor variabile etnice diferite tinde să varieze în funcție de timp și zonă geografică, unii au propus ca metodologiile de cercetare să varieze în funcție de contextul geo-cultural. Un exemplu interesant pote fi găsit în Somalia. Datorită faptului că aproximativ 85% din populația sa s-a definit somaleză, Somalia a fost considerată a fi o națiune destul de omogenă din punct de vedere etnic. Cu toate acestea, războiul civil a făcut ca etnia (sau apartenența etnică) să fie redefinită în funcție de apartenența la clan.
De asemenea, există numeroase discuții în mediul academic cu privire la crearea unui indice pentru „eterogenitatea etnică”. Au fost propuși mai mulți indici pentru a modela diversitatea etnică (în ceea ce privește conflictul). Easterly și Levine au propus un indice de fracționare etno-lingvistică definit ca FRAC sau ELF definit de: 
{\displaystyle 1-\sum _{i=1}^{N}s_{i}^{2},}
unde Si este dimensiunea grupului i ca procent din populația totală. Indicele ELF este o măsură a probabilității ca doi indivizi aleși aleatoriu să aparțină unor grupuri etno-lingvistice diferite.
Alți cercetători au aplicat, de asemenea, acest indice pentru grupările religioase, mai degrabă decât etno-lingvistice. Deși este folosit în mod obișnuit, Alesina și La Ferrara subliniază că indicele ELF nu ține cont de posibilitatea ca mai puține grupuri etnice mari să ducă la un conflict interetnic mai mare decât multe grupuri etnice mici. Recent, cercetători precum Montalvo și Reynal-Querol au prezentat indicele de polarizare Q ca o măsură mai adecvată a diviziunii etnice. Pe baza unei adaptări simplificate a unui indice de polarizare dezvoltat de Esteban și Ray, indicele Q este definit ca 
{\displaystyle Q=1-\sum _{i=1}^{N}\left({\frac {{\tfrac {1}{2}}-s_{i}}{\tfrac {1}{2}}}\right)^{2}\times s_{i},}
unde si reprezintă încă o dată dimensiunea grupului ca procent din populația totală și are scopul de a surprinde distanța socială dintre grupurile etnice existente într-o zonă.
Primii cercetători, cum ar fi Jonathan Pool, au considerat un concept ce datează din relatarea Turnului Babel: că unitatea lingvistică poate permite niveluri mai înalte de dezvoltare. În timp ce a subliniat suprasimplificarile evidente și subiectivitatea definițiilor și a colectării datelor, Pool a sugerat că încă nu a existat o economie robustă ce a provenit dintr-o națiune cu un grad ridicat de diversitate lingvistică.În cercetările sale, Pool a folosit „dimensiunea celei mai mari comunități de limbă maternă ca procent din populație” ca măsură a diversității lingvistice. Nu mult mai târziu, însă, Horowitz a subliniat faptul că atât societățile extrem de diverse, cât și cele extrem de omogene prezintă mai puține conflicte decât cele mijlocii. În același sens, Collier și Hoeffler au demonstrat că, atât societățile extrem de omogene, cât și cele extrem de eterogene prezintă un risc mai scăzut de război civil, în timp ce societățile care sunt mai polarizate prezintă un risc mai ridicat.De fapt, cercetările lor sugerează faptul că o societate cu doar două grupuri etnice are aproximativ 50% mai multe șanse de a experimenta război civil decât oricare dintre cele două extreme. Cu toate acestea, Mauro subliniază faptul că fracționalizarea etno-lingvistică este corelată pozitiv cu corupția, care, la rândul său, este corelată negativ cu dezvoltarea economică. Mai mult, într-un studiu privind dezvoltarea economică în țările africane, Easterly și Levine au descoperit că fracționalizarea lingvistică joacă un rol semnificativ în reducerea creșterii veniturilor naționale și în explicarea politicilor slabe. În plus, cercetările empirice din S.U.A., la nivel municipal, au evidențiat faptul că fracționarea etnică (bazată pe rasă) poate fi corelată cu o politică fiscală deficitară și cu investiții reduse în bunurile colective. În cele din urmă, cercetări mai recente ar sugera că fracționarea etno-lingvistică este într-adevăr corelată negativ cu dezvoltarea economică, în timp ce societățile mai polarizate prezintă un consum public mai mare, niveluri mai scăzute de investiții și războaie civile mai frecvente.

#### Dezvoltarea economică și impactul acesteia asupra conflictelor etnice
Se atrage atenția tot mai mult asupra rolului economiei în generarea sau cultivarea conflictelor etnice. Criticii teoriilor anterioare ale dezvoltării, menționate mai sus, subliniază că „etnia” și conflictul etnic nu pot fi tratate ca variabile exogene. Există un grup literar ce discută modul în care creșterea și dezvoltarea economică, în special în contextul unei lumi în curs de globalizare caracterizată de comerț liber, par să conducă la dispariția și omogenizarea limbilor. Manuel Castells afirmă că „distrugerea la scară largă a organizațiilor, delegitimarea instituțiilor, dispariția mișcărilor sociale majore și expresiile culturale efemere” care caracterizează globalizarea, duc la o căutare reînnoită a sensului; unul care se bazează mai degrabă pe identitate, decât pe practici. Barber și Lewis susțin că mișcările de rezistență bazate pe cultură au apărut ca o reacție la amenințarea modernizării (posibile sau reale) și a dezvoltării neoliberale.
Chua sugerează însă, că disputele etnice rezultă adesea din invidia majorității față de o minoritate bogată ce a beneficiat din urma comerțului într-o lume neoliberală. Aceasta susține că, este posibil ca un conflict să izbucnească din cauza manipulării politice și a denigrării minorității . Prasch subliniază că, deoarece creșterea economică are loc adesea în tandem cu creșterea inegalității, organizațiile etnice sau religioase pot fi văzute atât ca asistență, cât și ca un mijloc pentru cei dezavantajați. Cu toate acestea, cercetările empirice realizate de Piazza, susțin că economia și dezvoltarea inegală au puțin de-a face cu tulburările sociale de natură teroristă. Mai degrabă, „societățile mai diverse, în ceea ce privește demografia etnică și religioasă, și sistemele politice cu sisteme mari, complexe, cu multiple partide au avut mai multe șanse să se confrunte cu terorismul decât statele mai omogene, cu puține sau fără partide la nivel național”.

#### Revenirea după conflict (războiul civil)
Conflictele violente și dezvoltarea economică au o legătură profundă. Paul Collier definește modul în care țările sărace sunt mai predispuse la conflicte civile. Conflictul scade veniturile prinzând țările într-o „capcană a conflictului”. Conflictul violent duce la distrugerea capitalul fizic (echipamente și infrastructură), deturnarea resurselor valoroase către cheltuielile militare, descurajarea investițiilor și perturbarea schimburilor comerciale.
Revenirea după conflictul civil este foarte incertă. Țările care își mențin stabilitatea pot experimenta un „dividend al păcii”, prin re-acumularea rapidă a capitalului fizic (investițiile revin în țara în curs de recuperare datorită rentabilității mari). Cu toate acestea, revenirea cu succes depinde de calitatea sistemului juridic și de protecția proprietății private. Investițiile sunt mai productive în țările cu instituții de calitate superioară. Firmele care au experimentat un război civil au fost mai sensibile la calitatea sistemului juridic decât firmele similare care nu fuseseră niciodată expuse unui conflict.

## Disputa privind indicele de creștere
Produsul Intern Brut pe cap de locuitor (PIB pe cap de locuitor) este folosit de mulți economiști ai dezvoltării ca o aproximare a bunăstării generale la nivel național. Pe de altă parte, acesta este criticat deoarece nu măsoară eficient creșterea economică în statele unde activitatea economică nu include tranzacțiile financiare măsurate (cum ar fi întreținerea gospodăriei și construcția propriei locuințe), sau în cazul în care nu există fonduri disponibile pentru măsurători precise care să fie puse la dispoziția publicului pentru ca alți economiști să le utilizeze în studiile lor (inclusiv frauda din mediul public și privat, în unele țări).
Chiar dacă PIB-ul pe cap de locuitor, odată măsurat, poate oferi o perspectivă diferită asupra bunăstării economice, acesta pare mai mic  în unele țări din lumea a treia. Astfel, discrepanța ar putea fi și mai mare într-o țară dezvoltată în care oamenii pot presta în afara tranzacțiilor financiare un serviciu chiar mai valoros, sau în propriile gospodării, servicii precum consilierea, coaching-ul managementului stilului de viață, un serviciu mai costisitor de design interior și gestionarea timpului. Până și libera alegere poate fi considerată valoroasă stilurilor de viață fără a crește neapărat sumele tranzacției financiare.
Ultimele teorii privind Dezvoltarea Umană au analizat dincolo de măsurile pur financiare ale dezvoltării, în domenii precum: îngrijirea medicală disponibilă, educația, egalitatea și libertatea politică. O măsură folosită este Indicatorul de Progres Real, care se află în legătură strânsă cu teoriile justiției distributive. Adevăratele cunoștințe în ceea ce privește factorii fenomenul de creștere sunt în mare parte nedovedite; cu toate acestea, progresele recente în materie de econometrie și măsurătorile mai precise dezvoltă cunoașterea în multe țări prin compensarea efectelor variabilelor, cu scopul determinării cauzelor probabile din statisticile pur corelaționale.

## Dezvoltările din prezent
Ultimele teorii se concentrează asupra neclarităților cu privire la variabilele sau datele introduse care corelează sau afectează cel mai mult creșterea economică: învățământul primar, secundar sau superior, stabilitatea politicilor guvernamentale, tarifele și subvențiile, sistemele de justiție echitabile, infrastructura disponibilă, accesul la asistență medicală, îngrijire prenatală și apă potabilă, facilitarea condițiilor de intrare și ieșire din comerț, precum și distribuția egală a veniturilor (de exemplu, așa cum este indicată de Coeficientul lui Gini). De asemenea, aceste teorii indică modul de consiliere a guvernelor cu privire la politicile macroeconomice, care includ toate măsurile nefavorabile economiei. Educația permite țărilor să adapteze cele mai recente tehnologii și creează un mediu pentru noi inovații.
Motivul creșterii limitate și a divergenței privind creșterea economică este reprezentat de rapiditatea schimbărilor tehnologice, de către un număr scăzut de țări dezvoltate. Evoluția accelerată a tehnologiei din aceste țări s-a datorat strategiilor de stimulare sporită pentru educația maselor, care, la rândul lor, au creat un cadru propice cu scopul creării și adaptării populației la noi metode inovatoare. Mai mult decât atât, programa educațională s-a bazat pe metode seculare, care au dus la creșterea nivelurilor de productivitate și dezvoltare economică modernă.
Cercetătorii de la Institutul Străin de Dezvoltare evidențiază importanța utilizării dezvoltării economice pentru a îmbunătăți condițiile de viață actuale, reducerea nivelului de sărăcie și atingerea Obiectivele de dezvoltare ale mileniului. Deși cercetările nu indică o legătură concretă între creșterea și atingerea obiectivelor pe o scară de la 2 la 7, statisticile ne arată că în perioadele de creștere, nivelurile sărăciei au crescut în unele cazuri (de exemplu, Uganda care deși a înregistrat o creștere anuală de 2,5% între 2000 și 2003, nivelul sărăciei a crescut cu 3,8%), cercetătorii de la Institutul Străin de Dezvoltare sugerează că această creștere este necesară, dar trebuie să fie și echitabilă.  Acest concept de creștere incluzivă este împărtășit chiar și de cei mai importanți lideri mondiali, asemenea fostului secretar general Ban Ki-moon, care subliniază că:
„Creșterea susținută și echitabilă bazată pe schimbări economice structurale dinamice este necesară pentru a realiza progrese substanțiale în reducerea sărăciei. Ea permite, de asemenea, progrese mai rapide către celelalte Obiective de dezvoltare ale mileniului. Deși creșterea economică este necesară, nu este suficientă pentru progresul în reducerea nivelului de sărăcie".
Cercetătorii străini evidențiază astfel necesitatea de a se asigura că protecția socială este extinsă pentru a permite accesul universal și că sunt introduse măsuri de politică active pentru a încuraja sectorul privat să creeze noi locuri de muncă pe măsură ce economia crește (spre deosebire de creșterea șomajului), și să caute să angajeze oameni din grupuri defavorizate. 

## Economiști de dezvoltare importanți
- Mahbub ul Haq, Ministru al Finanțelor pentru Republica Islamică Pakistan, consilier special la PNUD.
- Muhammad Yunus, fondatorul al Grameen Bank, laureat al Premiului Nobel pentru Pace de către Comitetul Nobel norvegian.
- Daron Acemoglu, profesor de economie la Institutul de Tehnologie din Massachusetts, și câștigător al Medaliei Clark.
- Philippe Aghion, profesor de economie la London School of Economics și Collège de France, este coautor al unui manual despre creșterea economică, a prezentat furtuna lui Schumpeter și a stabilit teoriile de distrugere creativă  din punct de vedere matematic cu Peter Howitt.
- Nava Ashraf, profesor de economie la London School of Economics.
- Oriana Bandiera, profesor de economie la London School of Economics și director al Centrului de Creștere Internațională.
- Abhijit Banerjee, profesor de economie la Institutul de Tehnologie din Massachusetts și director al Abdul Latif Jameel Poverty Action Lab, co-recipient al Premiul Nobel Memorial în Științe Economice 2019.
- Pranab Bardhan, profesor de economie la Universitatea din California, Berkeley, autor de texte atât în economia comerțului, cât și în economia dezvoltării, și redactor la Journal of Development Economics din 1985 până în 2003.
- Kaushik Basu, profesor de economie la Universitatea Cornell și autor al Analytical Development Economics.
- Peter Thomas Bauer, fost profesor de economie la Școala de Economie din Londra, autor al cărții Dissent on Development.
- Tim Besley, profesor de economie la London School of Economics, și membru al Comisiei Naționale pentru Infrastructură din Marea Britanie.
- Jagdish Bhagwati, profesor de economie și drept la Universitatea Columbia
- Nancy Birdsall, președinte fondator al Centrului pentru Dezvoltare Globală (CGD) din Washington, DC, SUA, și fost vicepreședinte executiv al Inter-American Development Bank.
- David E. Bloom, profesor de economie și demografie la Facultatea de Sănătate Publică din cadrul Harvard.
- François Bourguignon, profesor de economie și decan al Facultății de Economie din Paris.
- Robin Burgess, profesor de economie la London School of Economics și director al Centrului de Creștere Internațională.
- Francesco Caselli, profesor de economie la London School of Economics.
- Paul Collier, autor al cărții "Bottom Billion", care încearcă să lege o serie de capcane pentru a explica natura auto-realizării sărăciei la capătul inferior al scenei de dezvoltare.
- Partha Dasgupta, profesor de economie la Universitatea Cambridge.
- Dave Donaldson, profesor de economie la Institutul de Tehnologie din Massachusetts și câștigător al Medaliei Clark.
- Angus Deaton, profesor de economie la Universitatea Princeton și câștigător al Premiului Nobel în Economie.
- Melissa Dell, profesor de economie la Universitatea Harvard și câștigător al Medaliei Clark.
- Simeon Djankov, cercetător al Grupului de Piețe Financiare și al London School of Economics.
- Esther Duflo, director al Abdul Latif Jameel Poverty Action Lab⁠(d), profesor de economie la Institutul de Tehnologie din Massachusetts, 2009 MacArthur Fellow, câștigător al Medaliei Clark din 2010, susținătoare ale experimentelor pe teren,          co-recipient al Premiului Nobel Memorial din 2019 în Științe Economice.
- William Easterly, autorul cărților The Elusive Quest for Growth: Economists' Adventures and Misadventures in the Tropics[68][69] și White Man's Burden: How the West's Efforts to Help the Rest Have Done So Much Evil and So Little Good.[70]
- Oded Galor, economist israeliano-american de la Universitatea Brown; redactor-șef al Journal of Economic Growth, principalul jurnal de creștere economică. Dezvoltatorul teoriei unificate de creștere, cea mai nouă alternativă a teoriilor de creștere endogenă.
- Maitreesh Ghatak, profesor de economie la Școala de Economie din Londra.
- Peter Howitt, economist canadian la Universitatea Brown; fost președinte al Asociației Economice Canadiene, a introdus conceptul de creștere Schumpeter și a stabilit matematic teoria distrugerii creative cu Philippe Aghion.
- Seema Jayachandran, profesor de economie la Universitatea Northwestern.
- Dean Karlan, economist american la Universitatea Northwestern; co-director al Global Poverty Research Lab la Buffett Institute for Global Studies; a fondat Innovations for Poverty Action (IPA), o organizație de cercetare cu sediul în New Haven, Connecticut, dedicată creării și evaluării soluțiilor la problemele de dezvoltare socială și internațională.
- Michael Kremer, profesor universitar la Universitatea din Chicago, co-recipient al Premiul Nobel Memorial în Științe Economice 2019.
- Eliana La Ferrara, profesor al Kennedy School of Government din cadrul Universității Harvard.
- W. Arthur Lewis, câștigător al Premiului Nobel în Economie din 1979 pentru munca în economia dezvoltării.
- Justin Yifu Lin, economist chinez de la Universitatea din Beijing; fost economist șef al Băncii Mondiale, unul dintre cei mai proeminenti economiști chinezi.
- Sendhil Mullainathan, profesor de calcul și științe comportamentale la Universitatea din Chicago, Booth School of Business.
- Nathan Nunn, profesor de economie la Universitatea Harvard.
- Benjamin Olken, profesor de economie la Institutul de Tehnologie din Massachusetts.
- Rohini Pande, profesor de economie la Universitatea Yale.
- Lant Pritchett, profesor la Kennedy School of Government din cadrul Universității Harvard, și a ocupat mai multe poziții de cercetare importante la Banca Mondială.
- Nancy Qian, profesor de economie la Universitatea Northwestern
- Kate Raworth, asociată în cercetare la Environmental Change Institute din cadrul Universității Oxford, autorul cărții "Donut Economics: Seven Ways to Think Like a 21st-Century Economist", fost economist al Programului de Dezvoltare al Națiunilor Unite și cercetător șef la Oxfam.
- James Robinson, profesor de economie la Universitatea din Chicago, Harris School of Public Policy Studies.
- Dani Rodrik, profesor la Kennedy School of Government din cadrul Universității Harvard, a scris foarte multe despre globalizare.
- Mark Rosenzweig, profesor la Universitatea Yale și director al Centrului de Creștere Economică la Yale.
- Jeffrey Sachs, profesor la Universitatea Columbia, autor al cărților The End of Poverty: Economic Possibilities of Our Time și Common Wealth: Economics for a Crowded Planet.
- Amartya Sen, economist indian, primul câștigător al Premiului Nobel din Asia pentru economie, autor al cărții "Development as Freedom", cunoscută pentru încorporarea componentelor filosofice în modele economice.[71]
- Nicholas Stern, profesor de economie la London School of Economics, fost președinte al Academiei Britanice și fost economist-șef al Băncii Mondiale.
- Joseph Stiglitz, profesor la Universitatea Columbia, câștigător al Premiului Nobel și fost economist-șef la Banca Mondială.
- John Sutton, profesor emerit de economie la London School of Economics.
- Erik Thorbecke, co-originator al Foster–Greer–Thorbecke⁠(d) poverty measure, care a jucat, de asemenea, un rol semnificativ în dezvoltarea și popularizarea matriței contabilității sociale.
- Michael Todaro, cunoscut pentru modelele Todaro și Harris-Todaro ale migrației și urbanizării; Dezvoltarea economică.
- Robert M. Townsend, profesor la Institutul de Tehnologie din Massachusetts, cunoscut pentru proiectul Thai, un model pentru multe alte proiecte aplicate și teoretice în dezvoltarea economică.
- Anthony Venables, profesor de economie la Universitatea din Oxford.
- Hernando de Soto, autor al cărților The Other Path: The Economic Answer to Terrorism și The Mystery of Capital: Why Capitalism Triumphs in the West and Fails Everywhere.
- Steven Radelet, profesor la Universitatea Georgetown și autor al cărții The Great Surge-The Ascent of the Developing World.